# Železniška postaja Schaan-Vaduz
Železniška postaja Schaan-Vaduz je ena od štirih železniških postaj, ki služijo Lihtenštajnu, nahaja pa se v mestu Schaan, 3,5 kilometrov iz Vaduza. Je v lasti Avstrijskih zveznih železnic (ÖBB). Postavljena je bila leta 1872. Na postajo dnevno vozi 22 vlakov, 11 v vsako smer med Švico in Avstrijo.
Schaan-Vaduz se nahaja na mednarodni in elektrificirani progi Feldkirch-Buchs, med postajo Buchs SG (v Švici) in postajo Forst Hilti (v severnem predmestju Schaan). Po njej vozijo samo regionalni vlaki. Postaja sredi mesta je sestavljena iz dvonadstropne stavbe, lesene lope in perona, ki služi prvemu tiru. Drugi tir je brez perona in se redko uporablja. Na peronu se nahajajo ostanki železniške proge, del razstavljenega tirnega sistema, ki ga uporabljajo tovorni vagoni.

## Galerija
- Montafonerbahn vlak v Schaan-Vaduzu.
- Del perona. V ozadju tovorno skladišče.
- Zemljevid železnic v Lihtenštajnu
- Železniška postaja Schaan-Vaduz